# TON 618
TON 618 (Tonantzintla 618)
 es un agujero negro hipermasivo e hiperluminoso localizado en la dirección del polo sur galáctico, a más de 10,400 millones de años luz de distancia, en la dirección de la constelación Canes Venatici y Coma Berenices. Es el agujero negro más grande descubierto hasta ahora, con una masa de 66 mil millones de veces la masa del sol.

## Historia
Como los cuásares no fueron reconocidos hasta 1963, la naturaleza de este objeto era desconocida cuando fue observado por primera vez en 1957 en un estudio de estrellas azules débiles (principalmente enanas blancas) que se encuentran alejadas del plano de la Vía Láctea. En placas fotográficas tomadas con el telescopio Schmidt de 0,7 m en el Observatorio de Tonantzintla en México, apareció "decididamente violeta" y fue listado por los astrónomos mexicanos Braulio Iriarte y Enrique Chavira como el número de entrada 618 en el Catálogo de Tonantzintla.
En 1970, un estudio de radio en Bolonia, Italia, descubrió emisiones de radio de TON 618, lo que indicaba que era un cuásar. Marie-Helene Ulrich obtuvo entonces espectros ópticos de TON 618 en el Observatorio McDonald, que mostraban líneas de emisión típicas de un cuásar. A partir del alto corrimiento al rojo de las líneas, Ulrich dedujo que TON 618 estaba muy distante y, por lo tanto, era uno de los cuásares más luminosos conocidos.

## Agujero negro
Se cree que TON 618 es un agujero negro ultramasivo con un masivo disco de acreción de gas caliente girando alrededor, ubicado en el centro de una galaxia: se encuentra a 18 000 millones de años luz, por lo que la luz de TON 618 se originó solo 1,800 millones de años después del Big Bang. La galaxia a su alrededor no es visible desde la Tierra, porque el cuásar es demasiado brillante: con una magnitud absoluta de −18,0, brilla con la luminosidad de 18×180 vatios, o como 180 billones de Soles, haciéndolo uno de los objetos más brillantes del Universo.
Como otros cuásares, TON 618 tiene un espectro que contiene líneas de emisión de gas frío lejos del Disco de acrecimiento, en la región de línea ancha. Las líneas de emisión en el espectro de TON 618 son inusualmente anchas, indicando que el gas está viajando a grandes velocidades; la línea de hidrógeno muestra que se está moviendo a 1800 km/s, por lo que el agujero negro central tiene que estar ejerciendo.
El tamaño de la región de línea ancha se puede calcular con el brillo que el cuásar está irradiando. Sabiendo el tamaño de esta región y la velocidad a la que orbita, la ley de la gravedad apunta que la masa del agujero negro en TON 618 es de más de 180 mil millones masas solares. El radio de Schwarzschild de este agujero negro es de 1,95 x 10¹¹ km (195 mil millones de kilómetros), por lo que tiene un diámetro de 1303 UA. En comparación, la órbita de Neptuno tiene un semieje mayor de 30 UA. Actualmente TON 618 es el agujero negro más poderoso conocido, pero puede rivalizar con Phoenix A, el agujero negro central del Cúmulo de Phoenix, el cual se descubrió más recientemente y aún es objeto de estudio.